# Музей искусства старинной украинской книги

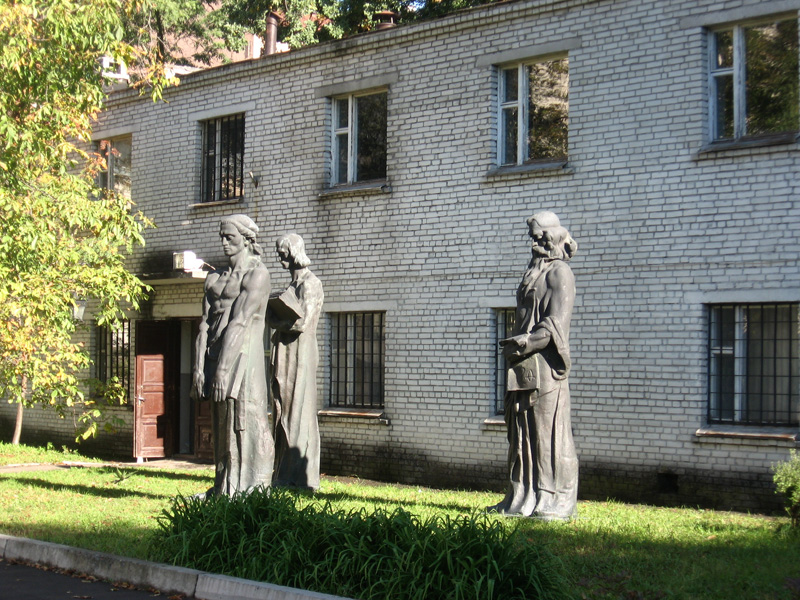
Здание музея книги и трёхфигурная композиция перед его фасадом

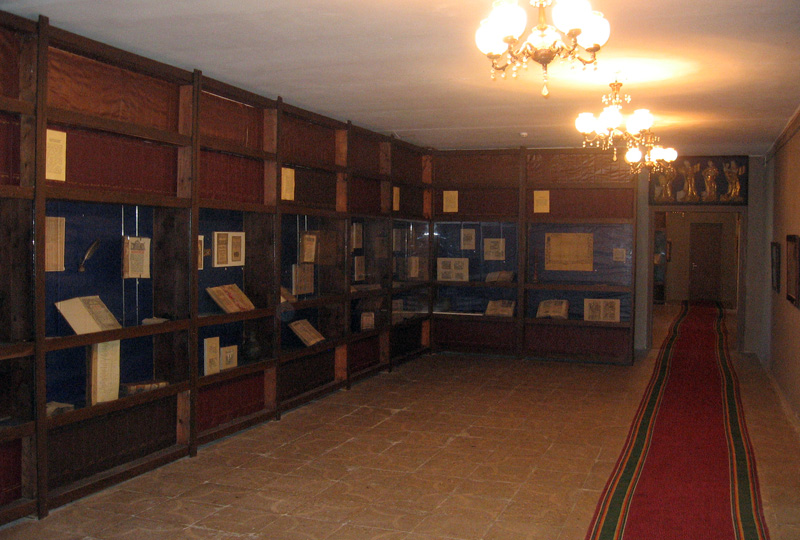
Зал музея

Музе́й иску́сства стари́нной украи́нской кни́ги — книговедческий музей и исследовательский центр во Львове (Украина). Адрес: г. Львов, ул. Коперника, 15а. Отдел Львовской галереи искусств, крупнейшего музейного объединения Украины.
Музей был открыт под названием Музей имени Ивана Фёдорова в 1976 году в помещениях бывшего Онуфриевского монастыря, в котором похоронили русского первопечатника Ивана Фёдорова. В 1990 году музей был выселен из этого помещения в связи с передачей монастыря греко-католическому (униатскому) монашескому ордену василиан и все его экспонаты хранились в подвалах Львовской картинной галереи. В 1997 году музей получил корпус возле дворца Потоцких, недалеко от Львовской картинной галереи.
Собрание музея включает 12 тысяч экспонатов, среди них рукописные и старопечатные книги, украинские издания XIX-XX ст., книжная иллюстрация и экслибрис, педагогическая литература. С 1978 года музей проводит международную научную конференцию по истории рукописной и старопечатной книги — Фёдоровский семинар.
Экспозиция музея состоит из четырех залов: первый и второй залы постоянной экспозиции рассказывают о русской книге XV-XVIII ст., здесь есть рукописи и инкунабулы, первопечатные книги, экспозиция освещает историю типографий, существовавших на территории Украины. Среди экспонатов есть книги Швайпольта Фиоля и Франциска Скорины, Узкошрифтное Евангелие, Апостол, Букварь и Острожская Библия Ивана Фёдорова, Требник Петра Могилы; гравюры мастеров XVII—XVIII веков — Ильи, Дионисия Сенкевича, Никодима Зубрицкого, Евстасия Завадовского и многих других. Выставлена гравированная карта Галиции и Буковины, работа над созданием которой продолжалась 20 лет (с 1772 до 1792); образцы старинной народной гравюры, оклады напрестольных Евангелий.
Третий зал воссоздает интерьер средневековой типографии с печатным станком и переплетным прессом XVII века, которые были конфискованы у типографии Ставропигийского института. Эти полиграфические станки первой половины XVII века — единственные сохранившиеся на Украине. В собрании музея имеются также станки для офортов и литографии.
В выставочном зале музея экспонируются книговедческие и художественные выставки.
Перед музеем (первоначально, в 1971 году — возле церкви святого Онуфрия) установлен памятник первопечатникам, дипломная работа львовского скульптора Анатолия Галяна, выпускника Львовского института прикладного и декоративного искусства. Это тематическая трёхфигурная композиция — Печатник и подмастерья.